# Cunha e Costa
José Soares da Cunha e Costa, mais conhecido por Cunha e Costa (Lisboa, 1868 — Lisboa, 1928), foi um advogado, escritor, jornalista e tradutor português.

## Biografia
Formou-se em Direito na Universidade de Coimbra, tendo mais tarde repetido o curso na Faculdade de Direito de São Paulo, sem o que apenas poderia ser advogado de provisão por ser estrangeiro. Foi também cônsul de Portugal na cidade de Santos. Colaborador de O Século, Revista Brasil-Portugal, A Pátria, Voz Pública e O Mundo (jornal), sócio da Academia das Ciências de Lisboa. Orador e conferencista prolífico, dissertou em público sobre sobre temas muito variados. Foi advogado nos mais célebres processos do seu tempo, como o crime de Serrazes e o processo do Banco Angola e Metrópole. Colaborador da obra legislativa de Afonso Costa, nos primeiros meses da República. Apresentou à Assembleia Constituinte de 1911 um projeto de constituição. Afastado da República, "convertido à monarchia por uma questão de puro patriotismo, pela razão e não pelo sentimento", foi desde 1914 assíduo colaborador dos jornais monárquicos A Nação e O Dia. Em 1917/18, Cunha e Costa foi colaborador de Sidónio Pais, contribuindo para o restabelecimento de relações regulares entre o estado e a igreja. Sobre esse período escreveu um livro, A Igreja Católica e Sidónio Pais, onde ataca duramente a política religiosa da Primeira República Portuguesa. Pela sua eloquência e mérito foi condecorado com a Comenda da Ordem de Sant'Iago da Espada e a Legião de Honra.